# Sebastián Lelio

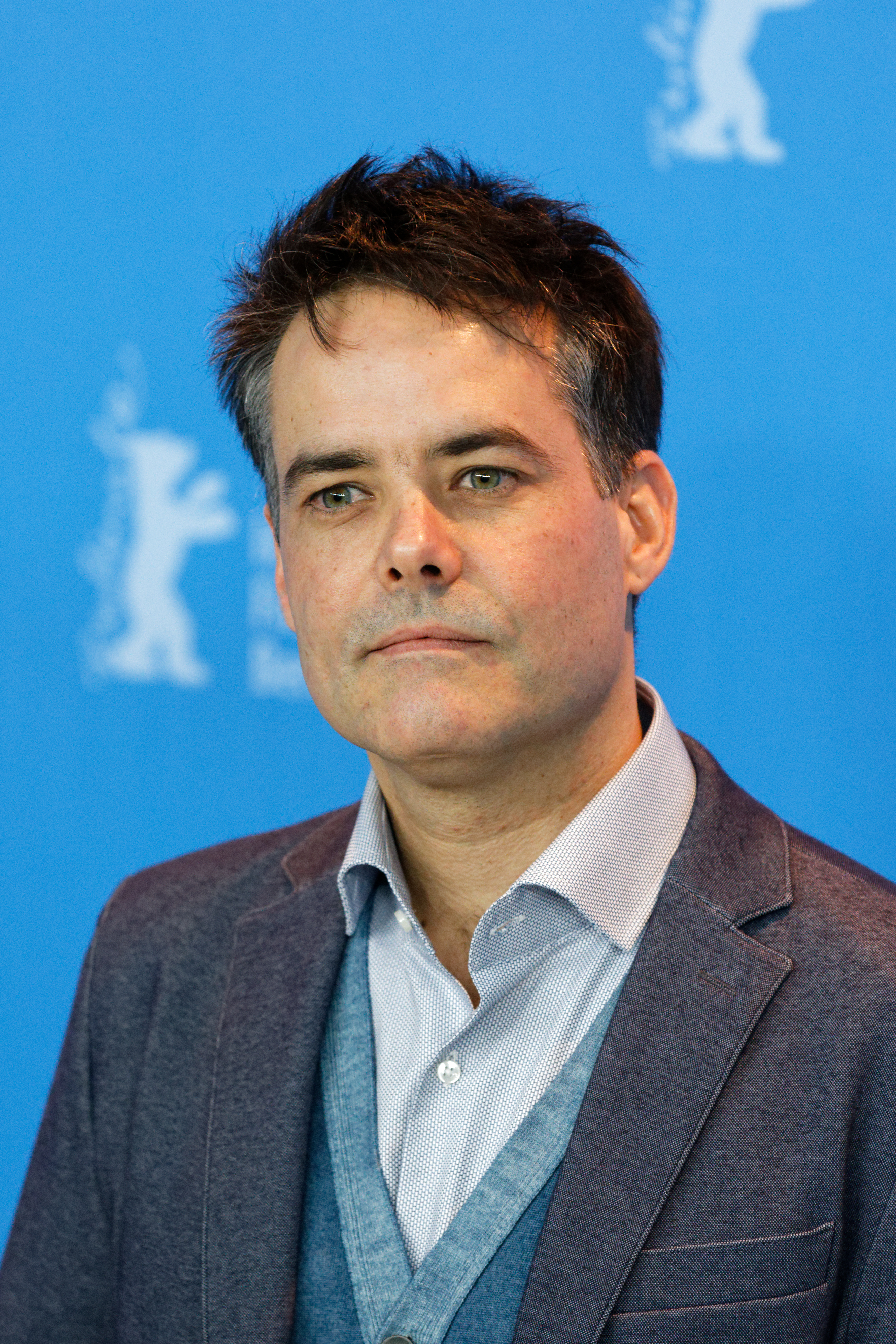
Sebastián Lelio im Februar 2017 bei der 67. Berlinale

Sebastián Lelio (* 8. März 1974 in Mendoza, Argentinien) ist ein chilenischer Filmregisseur und Drehbuchautor.

## Leben
Sebastián Lelio wurde 1974 in der argentinischen Stadt Mendoza geboren, wuchs aber in Chile auf. Nach dem Schulabschluss studierte er Film an der Escuela de cine de Chile. Nach einer Reihe von Kurz- und Dokumentarfilmen legte er 2006 mit La sagrada familia sein Spielfilmdebüt vor. Das in nur drei Tagen gedrehte Familiendrama feierte seine Premiere auf dem Filmfestival von San Sebastián und konnte insgesamt auf acht Festivals Preise erringen.
Im Jahr 2012 war er Gast des Berliner Künstlerprogrammes des DAAD. Sein vierter Spielfilm Gloria wurde 2013 in den Wettbewerb der 63. Berlinale aufgenommen und erhielt einen Silbernen Bären für die beste Darstellerin.
2017 erhielt Lelio für seinen Spielfilm Eine fantastische Frau erneut eine Einladung in den Wettbewerb der 67. Internationalen Filmfestspiele Berlin. Der Film stellt die junge Kellnerin und Transgender-Frau Marina (dargestellt von Daniela Vega) in den Mittelpunkt, die von einer Karriere als Sängerin träumt und gleichzeitig mit dem plötzlichen Tod ihres Lebensgefährten konfrontiert wird. Der Film brachte Lelio auf der Berlinale den Teddy Award sowie den Silbernen Bären für das beste Drehbuch ein. Ein Jahr später wurde Eine fantastische Frau als offizieller chilenischer Beitrag bei der Oscarverleihung 2018 als Bester fremdsprachiger Film ausgezeichnet.
2019 wurde er in die Wettbewerbsjury der 69. Internationalen Filmfestspiele Berlin berufen.
Anfang September 2022 wurde sein Historienthriller The Wonder mit Florence Pugh in der Hauptrolle uraufgeführt.
Als Wahlberliner eröffnete er im August 2013 in Kreuzberg das lateinamerikanische Restaurant Gloria.

## Filmografie (Auswahl)
- 2000: Smog (Kurzfilm)
- 2002: Fragmentos urbanos (Kurzfilm)
- 2003: Carga vital (Kurzfilm)
- 2005: La sagrada familia
- 2009: Navidad
- 2011: El año del tigre
- 2013: Gloria
- 2017: Eine fantastische Frau (Una mujer fantástica)
- 2017: Ungehorsam (Disobedience)
- 2018: Gloria – Das Leben wartet nicht (Gloria Bell)
- 2020: Homemade (Fernsehserie, Folge: Algorithmus)
- 2022: Das Wunder (The Wonder)
- 2025: The Wave (La ola)